# Historisch Museum Vriezenveen
Het Historisch Museum Vriezenveen (voorheen: Museum Oud Vriezenveen, Oudheidkamer Vriezenveen) is gevestigd in het oude raadhuis van de Overijsselse plaats Vriezenveen, midden in het centrum. Het museum is eigendom van de gemeente Twenterand en wordt beheerd door de Vereniging Oud Vriezenveen.
Het museum behandelt de historie van de gemeente Vriezenveen. Er is onder andere een afdeling over de textielgeschiedenis van Vriezenveen (fa. Jansen & Tilanus), en documentatie over de grote brand, die Vriezenveen op 16 mei 1905 teisterde, waarbij 228 woningen, het gemeentehuis en twee kerken verloren gingen. Daarnaast wordt er een oude huiskamer, een boerenkeuken en een schoolklas van lang geleden getoond. Ook de Stichting Stolpersteine Twenterand is hier gevestigd.
Het museum is bekend geworden om zijn uitgebreide Russische afdeling. Hier wordt het verhaal van de Rusluie verteld, een groep Vriezenveense kooplui die in de 18e en 19e eeuw hun waar in Rusland konden verkopen, en zelfs een Vriezenveense handelskolonie in Sint-Petersburg oprichtten. Deze afdeling van het museum laat de geschiedenis van de Rusluie weer tot leven komen. De aanleg van de oostelijke rondweg bij Vriezenveen ten behoeve van de ontwikkeling Vriezenveen Zuidoost, de Rusluieweg, is ter herinnering aan deze periode.